# Giochi mondiali 2017
I Giochi mondiali 2017, decima edizione della competizione, si sono disputati a Breslavia, in Polonia, dal 20 luglio al 30 luglio 2017.

## Città ospitante
Quattro città avevano inizialmente presentato la loro candidatura per ospitare i Giochi, esse erano Budapest (Ungheria), Città del Capo (Sudafrica), Genova (Italia) e Breslavia (Polonia). In seguito Genova si ritirò e così, nell'agosto 2011, l'International World Games Association (IWGA) avviò la procedura di valutazione ufficializzando le restanti tre candidate. Pochi giorni prima della proclamazione finale anche Città del Capo si ritirò per motivi economici; il 12 gennaio 2012 il presidente dell'IWGA Ron Froehlich proclamò Breslavia quale città ospitante i Giochi mondiali 2017.

## Discipline
| Sport                                        | Disciplina                       | Titoli |
| -------------------------------------------- | -------------------------------- | ------ |
| Sport di moda (76 titoli)                    | Aliante acrobatico               | 1      |
| Sport di moda (76 titoli)                    | Paracadutismo                    | 1      |
| Sport di moda (76 titoli)                    | Paramotore                       | 1      |
| Sport di moda (76 titoli)                    | Nuoto pinnato                    | 14     |
| Sport di moda (76 titoli)                    | Ultimate                         | 1      |
| Sport di moda (76 titoli)                    | Nuoto per salvamento             | 16     |
| Sport di moda (76 titoli)                    | Orientamento                     | 5      |
| Sport di moda (76 titoli)                    | Hockey in-line                   | 1      |
| Sport di moda (76 titoli)                    | Pattinaggio artistico a rotelle  | 4      |
| Sport di moda (76 titoli)                    | Pattinaggio di velocità in linea | 18     |
| Sport di moda (76 titoli)                    | Arrampicata                      | 6      |
| Sport di moda (76 titoli)                    | Sci nautico e Wakeboard          | 8      |
| Sport artistici e danza sportiva (24 titoli) | Danza sportiva                   | 4      |
| Sport artistici e danza sportiva (24 titoli) | Ginnastica ritmica               | 4      |
| Sport artistici e danza sportiva (24 titoli) | Ginnastica acrobatica            | 5      |
| Sport artistici e danza sportiva (24 titoli) | Ginnastica aerobica              | 5      |
| Sport artistici e danza sportiva (24 titoli) | Trampolino elastico              | 4      |
| Sport artistici e danza sportiva (24 titoli) | Tumbling                         | 2      |
| Sport con la palla (10 titoli)               | Canoa polo                       | 2      |
| Sport con la palla (10 titoli)               | Fistball                         | 1      |
| Sport con la palla (10 titoli)               | Floorball                        | 1      |
| Sport con la palla (10 titoli)               | Beach handball                   | 2      |
| Sport con la palla (10 titoli)               | Korfball                         | 1      |
| Sport con la palla (10 titoli)               | Lacrosse                         | 1      |
| Sport con la palla (10 titoli)               | Squash                           | 2      |
| Arti marziali (75 titoli)                    | Ju-Jitsu                         | 22     |
| Arti marziali (75 titoli)                    | Karate                           | 12     |
| Arti marziali (75 titoli)                    | Muay thai                        | 33     |
| Arti marziali (75 titoli)                    | Sumo                             | 8      |
| Sport di precisione (30 titoli)              | Tiro con l'arco in campagna      | 7      |
| Sport di precisione (30 titoli)              | Biliardo                         | 4      |
| Sport di precisione (30 titoli)              | Bocce                            | 15     |
| Sport di precisione (30 titoli)              | Bowling                          | 4      |
| Sport di forza (11 titoli)                   | Powerlifting                     | 8      |
| Sport di forza (11 titoli)                   | Tiro alla fune                   | 3      |

Sport dimostrativi
- Football americano
- Indoor rowing
- Kickboxing
- Speedway

## Medagliere
La nazione ospitante è evidenziata
| Posiz. | Nazione             | Oro | Argento | Bronzo | Totale |
| ------ | ------------------- | --- | ------- | ------ | ------ |
| 1      | Russia              | 28  | 21      | 14     | 63     |
| 2      | Germania            | 18  | 10      | 14     | 42     |
| 3      | Italia              | 16  | 13      | 13     | 42     |
| 4      | Francia             | 14  | 14      | 15     | 43     |
| 5      | Ucraina             | 10  | 7       | 8      | 25     |
| 6      | Colombia            | 9   | 10      | 2      | 21     |
| 7      | Giappone            | 9   | 6       | 7      | 22     |
| 8      | Cina                | 8   | 7       | 5      | 20     |
| 9      | Belgio              | 7   | 9       | 8      | 24     |
| 10     | Stati Uniti         | 6   | 11      | 5      | 22     |
| 11     | Ungheria            | 6   | 4       | 4      | 14     |
| 12     | Danimarca           | 6   | 0       | 0      | 6      |
| 13     | Polonia             | 5   | 6       | 9      | 20     |
| 14=    | Bielorussia         | 4   | 2       | 5      | 11     |
| 14=    | Svezia              | 4   | 2       | 5      | 11     |
| 16     | Brasile             | 4   | 2       | 2      | 8      |
| 17     | Svizzera            | 3   | 8       | 3      | 14     |
| 18     | Corea del Sud       | 3   | 6       | 3      | 12     |
| 19     | Australia           | 3   | 5       | 6      | 14     |
| 20     | Thailandia          | 3   | 5       | 2      | 10     |
| 21     | Spagna              | 3   | 4       | 7      | 14     |
| 22     | Regno Unito         | 3   | 4       | 4      | 11     |
| 23     | Argentina           | 3   | 1       | 2      | 6      |
| 24     | Iran                | 2   | 8       | 1      | 11     |
| 25     | Paesi Bassi         | 2   | 2       | 2      | 6      |
| 26     | Rep. Ceca           | 2   | 1       | 4      | 7      |
| 27     | Austria             | 2   | 1       | 2      | 5      |
| 28     | Taipei cinese       | 1   | 4       | 3      | 8      |
| 29     | Canada              | 1   | 3       | 2      | 6      |
| 30     | Messico             | 1   | 1       | 3      | 5      |
| 31     | Cile                | 1   | 1       | 2      | 4      |
| 32=    | Emirati Arabi Uniti | 1   | 1       | 1      | 3      |
| 32=    | Mongolia            | 1   | 1       | 1      | 3      |
| 34     | Azerbaigian         | 1   | 1       | 0      | 2      |
| 35     | Turchia             | 1   | 0       | 3      | 4      |
| 36     | Kazakistan          | 1   | 0       | 2      | 3      |
| 37=    | Marocco             | 1   | 0       | 1      | 2      |
| 37=    | Perù                | 1   | 0       | 1      | 2      |
| 39=    | Algeria             | 1   | 0       | 0      | 1      |
| 39=    | Filippine           | 1   | 0       | 0      | 1      |
| 39=    | Moldavia            | 1   | 0       | 0      | 1      |
| 39=    | Serbia              | 1   | 0       | 0      | 1      |
| 39=    | Vietnam             | 1   | 0       | 0      | 1      |
| 44     | Slovenia            | 0   | 4       | 2      | 6      |
| 45     | Venezuela           | 0   | 3       | 3      | 6      |
| 46=    | Croazia             | 0   | 2       | 1      | 3      |
| 46=    | Egitto              | 0   | 2       | 1      | 3      |
| 48     | Israele             | 0   | 1       | 5      | 6      |
| 49     | Finlandia           | 0   | 1       | 2      | 3      |
| 50=    | Hong Kong           | 0   | 1       | 1      | 2      |
| 50=    | Romania             | 0   | 1       | 1      | 2      |
| 52=    | Giordania           | 0   | 1       | 0      | 1      |
| 52=    | Grecia              | 0   | 1       | 0      | 1      |
| 52=    | San Marino          | 0   | 1       | 0      | 1      |
| 55     | Portogallo          | 0   | 0       | 3      | 3      |
| 56     | Nuova Zelanda       | 0   | 0       | 2      | 2      |
| 57=    | Lituania            | 0   | 0       | 1      | 1      |
| 57=    | Malaysia            | 0   | 0       | 1      | 1      |
| 57=    | Montenegro          | 0   | 0       | 1      | 1      |
| 57=    | Qatar               | 0   | 0       | 1      | 1      |
| 57=    | Rep. Dominicana     | 0   | 0       | 1      | 1      |
| 57=    | Slovacchia          | 0   | 0       | 1      | 1      |
| 57=    | Sudafrica           | 0   | 0       | 1      | 1      |
| Totale | Totale              | 199 | 199     | 199    | 597    |